# Wherever I May Roam
«Wherever I May Roam» es la quinta canción del quinto álbum de estudio de Metallica, Metallica (The Black Album), y que fue editada como sencillo extraído del mismo. La canción comienza con un sitar eléctrico antes de que entren la batería y las guitarras eléctricas. Este sitar es el que confiere a la canción un sonido oriental, que además fue ayudado por el solo de Kirk Hammett y los arreglos de Lars Ulrich. Además, es una de las únicas canciones donde Jason Newsted utiliza un bajo de doce cuerdas.
Otro dato curioso es que mientras se grababa, Hetfield se encontraba en un curso de mejora de la voz, en el cual uno de sus ejercicios fue cantar en "Na Na" algunas partes de la canción.
«Wherever I May Roam» fue en su día eclipsada por las dos canciones más famosas extraídas del álbum de estudio, «Enter Sandman» y «Nothing Else Matters», aunque suele ser un clásico en los conciertos del grupo musical. La canción fue incluida en el concierto ofrecido por Metallica junto con la Orquesta de San Francisco y del que se grabó un disco, titulado S&M.
En el año 2021, el cantante colombiano J Balvin junto a otros artistas, hizo un cover de la canción (por la celebración de los 30 años de la salida del álbum Metallica) que fue duramente criticado por el público admirador del heavy metal.

## Créditos
- James Hetfield: Voz, guitarra rítmica y sitar.
- Kirk Hammett: Guitarra líder.
- Jason Newsted: Bajo eléctrico, coros y bajo de 12 cuerdas.
- Lars Ulrich: Batería y percusión.

- Datos: Q1577712